# India en los Juegos Mundiales de Breslavia 2017
India fue uno de los 102 países que participaron en los Juegos Mundiales de 2017 celebrados en Breslavia, Polonia.
La delegación de la India estuvo compuesta por 4 atletas que compitieron en 3 deportes.
Los deportistas de la India no lograron ganar ninguna medalla durante esta edición de los Juegos Mundiales, con lo que su participación fue peor respecto a Cali 2013, donde si ingresaron al medallero.

## Delegación

### Baile deportivo

#### Rock ’n’ Roll
| Duetos                             |      |    |      |   |        |    |            |            |    |
| Swapnil Londhe y Tanushree Rakshit | 2.40 | 14 | 7.44 | 8 | -16.65 | 12 | eliminados | eliminados | 12 |

### Billar
| Deportista   | Prueba        | Octavos de final  | Octavos de final | Cuartos de final | Cuartos de final | Semifinal | Semifinal | Final / Tercer puesto | Final / Tercer puesto | Posición  |
| Deportista   | Prueba        | Oponente          | Resultado        | Oponente         | Resultado        | Oponente  | Resultado | Oponente              | Resultado             | Posición  |
| ------------ | ------------- | ----------------- | ---------------- | ---------------- | ---------------- | --------- | --------- | --------------------- | --------------------- | --------- |
| Varonil      |               |                   |                  |                  |                  |           |           |                       |                       |           |
| Aditya Mehta | Snooker mixto | # Kacper Filipiak | 1:3              | Eliminado        | Eliminado        | Eliminado | Eliminado | Eliminado             | Eliminado             | Eliminado |

### Tiro con arco
| Varonil        |                      |     |    |               |         |           |           |           |           |           |           |           |           |           |
| Abhishek Verma | Compuesto individual | 703 | 12 | # Ivan Markes | 146:147 | Eliminado | Eliminado | Eliminado | Eliminado | Eliminado | Eliminado | Eliminado | Eliminado | Eliminado |